# Jean Hulot d'Osery
Pour les articles homonymes, voir Hulot.
 (mai 2024).
Si vous disposez d'ouvrages ou d'articles de référence ou si vous connaissez des sites web de qualité traitant du thème abordé ici, merci de compléter l'article en donnant les références utiles à sa vérifiabilité et en les liant à la section « Notes et références ».
 (mai 2024).
 (juillet 2022).
 (juillet 2022).
Jean-Baptiste-Étienne-Constant Hulot d'Osery est comte d'Osery, contre-amiral et commandeur de la Légion d'Honneur. Il est né le 19 août 1821 à Démouville (Calvados), et est mort le 22 août 1878 à Cheverny, âgé de 57 ans.

## Famille
Jean-Baptiste-Étienne-Constant Hulot d'Osery fait partie de la famille Hulot, d'origine ardennaise. Son père est Étienne Hélène Constant Hulot d'Osery, et sa mère est Eugénie de Moracin. Son frère, Victor Eugène Hulot d'Osery (1819-1846), est mort assassiné au Pérou par des indigènes lors de l'expédition en Amérique du Sud de Castelnau.
Jean-Baptiste-Étienne-Constant Hulot d'Osery se marie avec Caroline Basta (1830-1898), mais reste sans descendance.

## Carrière militaire

### Première Campagne
Après s'être engagé en 1839, il participe à sa première campagne à bord du navire L'Uranie. La nature de cette campagne est inconnue, mais celle-ci se déroule dans l'Atlantique et l'Océan Indien. Le navire poursuit son voyage et passe par les Canaries, Rio-de-Janeiro, Madagascar, et Sainte-Hélène.
Peu de temps après, il est désigné pour une campagne à Taïti (aujourd'hui Tahiti).

### Voyage au Brésil
Il rejoint le Phaëton en tant qu'officier à Toulon, où il commence d'abord à travailler dans les machines. Fin mai 1843, le navire part pour une mission qui doit durer 4 ans. En juillet 1843, Jean retrouve son frère ainé, Eugène, à Rio-de-Janeiro. Celui-ci est chargé d'une mission scientifique en Amérique du Sud. Le Phaëton doit partir aux Îles Marquises et aux Îles de la Société, séparant les frères.

### Voyage aux Îles Marquises et aux Îles de la Société (Campagne d'Océanie)
Fin octobre 1846, plus de trois ans après leur séparation, Eugène a rejoint le Pérou, mais y est tué par des indigènes. Jean n'apprend cet événement que six mois plus tard, quand son navire rentre en France. Après le départ du Phaëton, celui-ci doit passer par le détroit de Magellan. Cela représente un danger, d'autant plus que Le Phaëton est le premier navire à vapeur français à passer par cette voie pour rejoindre l'océan Pacifique.
En arrivant au détroit de Magellan sans encombre, ils se dirigent à la destination prévue, mais font une pause, où ils rencontrent des Patagons, que Jean décrit ainsi : « Ils étaient campés, dit-il, dans une vallée bien abritée; ils étaient, en général, grands et bien faits; leur taille approchait certainement six pieds. Leur peau avait la couleur du cuivre mal récuré, leurs cheveux étaient longs et souples, leurs traits réguliers. Ils semblaient nous voir avec une médiocre curiosité, ne montraient ni défiance ni sentiments hostiles. »

### Arrivée aux Îles
Le navire arrive aux Marquises le 2 janvier 1846, et aborde Tahiti le 9 janvier 1846. La déchéance de la Reine Pomare IV fait éclater le combat de Tapuna le 12 avril 1846 entre l'équipage et des groupes indigènes hostiles. Jean est blessé pendant ce combat, mais son comportement lui valut, appuyé par l'amiral Bruat, la Légion d'Honneur. La soumission de la Reine Pomare mit fin à la campagne d'Océanie. Jean rentra en France.

### Mission d'observation en Italie
Jean monte sur le Friedland, à Toulon, en mars 1848. Après la révolution de février, Jean est envoyé vers l'Italie. Après une escale à la Spezia, le Friedland se dirigea vers Naples lors de l'insurrection du mois de mai. Le navire accoste ensuite à Palerme lors de la seconde insurrection sicilienne de 1849. À la suite de ces événements, le Friedland se dirige vers Smyrne (aujourd'hui Izmir), en Turquie, puis retourne à Toulon en novembre 1851, Jean est promu lieutenant de vaisseau.

### Guerre de Crimée et expédition aux Pays baltes
En 1854, à bord du Christophe Colomb, Jean participe au transport de troupes à Gallipoli durant la guerre de Crimée.
En juillet 1854, il est désigné pour une expédition vers les pays baltes, au commandement de la Reine-Hortense. Il débarque avec son équipage aux Îles Aland, et prennent la forteresse de Bomarsund. Il est ainsi recommandé comme Officier de la Légion d'Honneur.
Le Reine-Hortense est envoyé en Crimée, puis passe par Kamiesch. Jean est appelé à Sébastopol au commandement de L’Alarme. Le navire combat à Kertch, puis dans la mer d'Azov, puis en octobre 1855, devant Kinburn, à l'embouchure du Dniéper. L'escadre dont elle fait partie s'empare du fort construit sur la presqu'île.

### Seconde Guerre de l'opium (et Japon)
Au mois de juillet 1857, Jean est appelé à commander Le Prégent, et part pour les mers de Chine. Cette campagne doit durer 4 ans. Il accoste d'abord en Espagne, puis à Gorée, au cap de Bonne-Espérance, aux îles Bourbon et Maurice, et à Pondichéry.
Puis, Le Prégent passe par Singapour, avant d'arriver à Shang-Haï (Shanghai). Trois jours plus tard, il rejoint Peï-Ho et la flotte de l'amiral Rigault de Genouilly. Il s'ensuit un combat à Tien-Tsin le 10 mai 1858, qui se conclut par une victoire française et la signature du traité de Tianjin.
Le Prégent se dirige ensuite au Sud, vers la muraille de Chine, avant de repartir pour le Japon. Après des pourparlers de quelques jours seulement à Simoda, le Baron Jean Baptiste Louis Gros, envoyé diplomatique qui était à bord du Prégent, fait signer par le Japon, le 8 octobre 1858, un traité ouvrant le pays au commerce français.

### Expédition en territoire Annamite
Jean et son navire reçoivent l'ordre de sauver des prêtres catholiques qui subissent des persécutions à Tonquin. Le Tonquin faisant partie de l'Empire d'Annam,le navire s'aventure en territoire ennemi. Le Régent revient à Tourane (Đà Nẵng), puis en février 1859, à Saïgon (Hô Chi Minh-Ville), l'amiral Rigault de Genouilly lui confie le commandement de L'avalanche, puis, l'équipage attaque les forts bloquant l'embouchure de la rivière. Après un siège de plusieurs jours, les navires français peuvent amarrer à Saïgon.
Pour ses actions lors de ces évènements, et grâce au soutien de l'amiral, Jean est promu officier de la Légion d'Honneur le 20 avril 1859.

### Retour en Chine, puis en Cochinchine
La Chine ayant rompu le traité de Tianjin, une seconde mission chinoise est décidé. L'avalanche se dirige vers Hong-Kong, Canton (Guangzhou) et Tche-fow.
Pour avoir aidé au débarquement de soldats, Jean est promu Capitaine de Frégate. Il est appelé en Cochinchine, où l'amiral Page poursuit la conquête commencée l'année précédente. La flotte française, rejointe par L'Avalanche, remonte la rivière de Saïgon, cette fois au-dessus de la ville, pour couper la retraite à l'ennemi, débusqué des forts de Kin-hoa. Plusieurs engagements viennent à bout des batteries annamites établies dans cette partie du fleuve. Cette dernière mission donne à la France la possession de la Cochinchine; elle marque la fin de la première campagne de Jean d’Osery dans l'extrême Orient.

### Campagne du Mexique et retour en France
En 1861, Jean quitte L'Avalanche pour la France. En novembre de la même année, il embarque sur le Montézuma, et arrive à Vera Cruz en mars 1862. À la suite de l'épidémie de fièvre jaune au Mexique et de la mort successive de deux de ses capitaines, Jean prend le commandement du Masséna, qui remonte jusqu'aux États-Unis, avant de revenir en France.
Là-bas, il est nommé commandant de la station de Granville pendant 16 mois. En décembre 1864, Jean repart en Extrême-Orient sous les ordres de l'amiral Roze. Il arrive en juillet 1865 à Saïgon, puis se rend à Yokohama, au Japon, pour y étudier l'histoire du pays.

### Occupation en Corée et retour en France
En 1866, des missionnaires catholiques sont tués en Corée, ainsi, en octobre de la même année, l'amiral Roze et Jean s'y rendent.
Ils débarquent devant la citadelle de Kang-Hoa avec une colonne expéditionnaire et prend d'assaut un fort avec succès. Le 16 octobre, Kang-Hoa est occupé, mais le 10 novembre, il reçoit l'ordre de tout brûler et d'évacuer le pays. Après un bref retour au Japon, il rentre en France en juin 1867 et épouse Caroline Basta.

### Commandement du Levant
Fin 1869, Jean est appelé au commandement d'une station au Levant. Mais à son arrivée, la guerre franco-prussienne est déclenchée. Alors sur La Belliqueuse, il reçoit l'ordre de franchir le canal de Suez et de se rendre à Aden et en Pointe-de-Galles en direction de la Nouvelle-Calédonie.
Arrivé à Aden, Jean tombe malade et est contraint de regagner la France. En 1875, rétabli, il reprend la mer à bord de l'Alma pour un nouveau commandement au Levant. Il touche successivement à Lisbonne, Tanger, Alger, Tunis, et Tripoli, jusqu'en décembre 1876, puis Smyrne, où la situation politique se dégrade. Il reçoit l'ordre de rejoindre Constantinople pour se mettre au service de l'ambassadeur de France en Empire Ottoman.
Le 20 janvier 1877, Jean arrive à Constantinople sur le Châteaurenault. Le 25 janvier, l'ambassadeur de France, comte de Bourgoing, monte à bord. Le 7 aout 1877, Jean est promu commandeur de la Légion d'honneur pour ses services.

### Fin de vie
Il regagne la France en juin 1878, et, meurt sans descendance le 22 août 1878 au château de Soucinia, à Cheverny, près de Blois.

## Sources
- Le contre-amiral cte d'Osery, 1821-1878 / par le comte Charles de Mouy, 1881
- Les familles titrées et anoblies au XIXe siècle : titres, anoblissements et pairies de la Restauration, 1814-1830. Tome 4 / par le Vte A. Révérend, 1901-1906